# Ramal de Tomar
| Streckenlänge: | 14,8 km                  |                                            |                                            |
| Spurweite: | 1668 mm (Iberische Spur) |                                            |                                            |
| Stromsystem: | 25 kV, 50 Hz ~           |                                            |                                            |
| |                          |                                            |                                            |
| \| \| \| Linha do Norte von Lissabon Santa Apolónia \| \| \| \| 0,0 \| Lamarosa \| Lamarosa \| \| \| \| Linha do Norte nach Porto-Campanhã \| \| \| \| 1,2 \| Soudos - Vila Nova \| Soudos - Vila Nova \| \| \| 2,5 \| Carrascal - Delongo \| Carrascal - Delongo \| \| \| 5,7 \| Curvaceiras \| Curvaceiras \| \| \| 9,0 \| Santa Cita \| Santa Cita \| \| \| 11,2 \| Carvalhos de Figueiredo \| Carvalhos de Figueiredo \| \| \| 14,8 \| Tomar \| Tomar \| |                          |                                            |                                            |
| Strecke |                          | Linha do Norte von Lissabon Santa Apolónia | Linha do Norte von Lissabon Santa Apolónia |
| Bahnhof | 0,0                      | Lamarosa                                   | Lamarosa                                   |
| Abzweig geradeaus und nach rechts |                          | Linha do Norte nach Porto-Campanhã         | Linha do Norte nach Porto-Campanhã         |
| Haltepunkt / Haltestelle | 1,2                      | Soudos - Vila Nova                         | Soudos - Vila Nova                         |
| Haltepunkt / Haltestelle | 2,5                      | Carrascal - Delongo                        | Carrascal - Delongo                        |
| Haltepunkt / Haltestelle | 5,7                      | Curvaceiras                                | Curvaceiras                                |
| Haltepunkt / Haltestelle | 9,0                      | Santa Cita                                 | Santa Cita                                 |
| Haltepunkt / Haltestelle | 11,2                     | Carvalhos de Figueiredo                    | Carvalhos de Figueiredo                    |
| Kopfbahnhof Streckenende | 14,8                     | Tomar                                      | Tomar                                      |

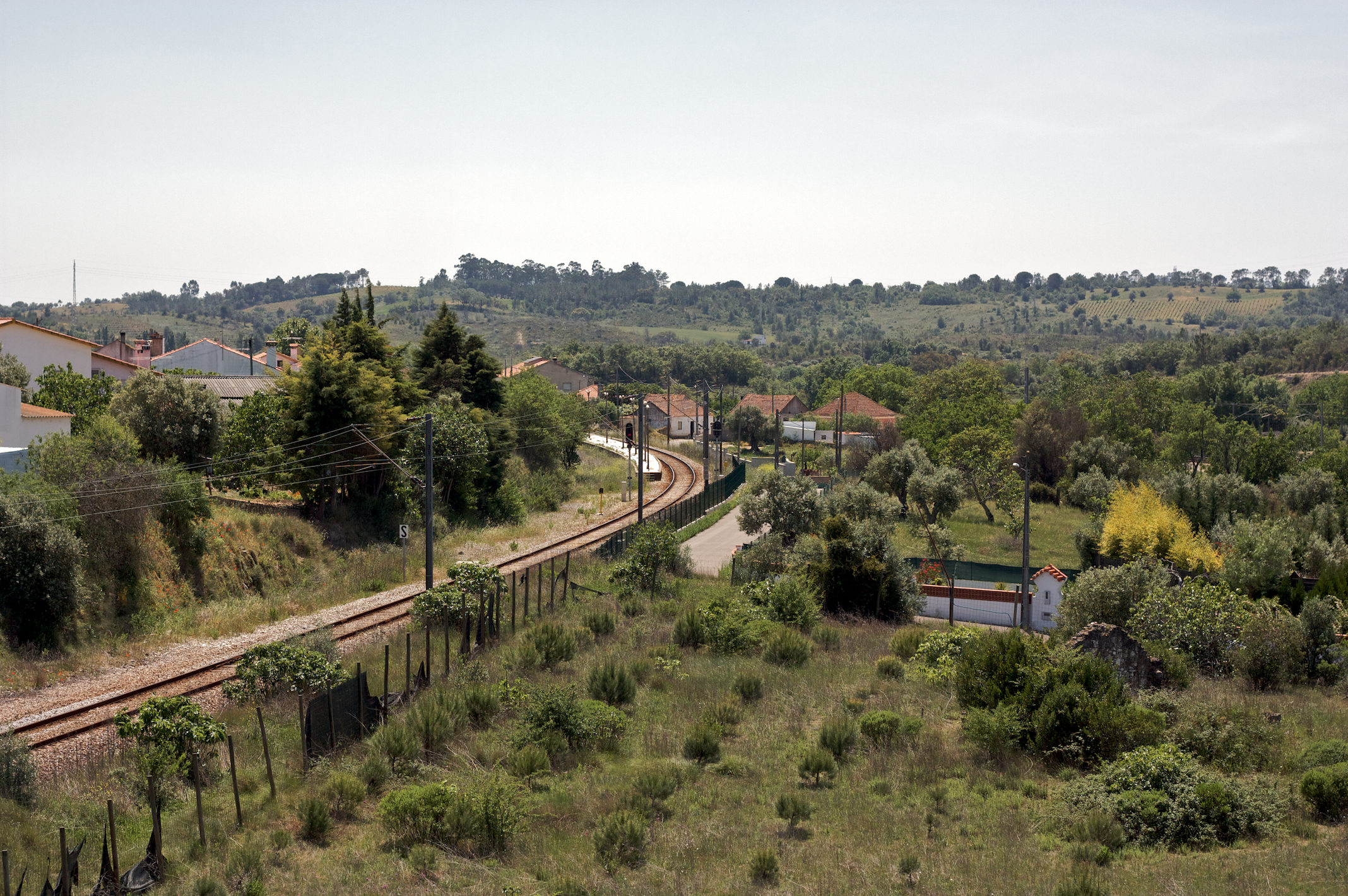
Ramal de Tomar (2009)

Die Ramal de Tomar, zu deutsch Nebenbahn von Tomar, ist eine portugiesische Eisenbahnstrecke zwischen dem Bahnhof Lamarosa an der wichtigen Nord-Süd-Strecke Linha do Norte und Tomar. Die Strecke ist 14,8 km lang. Sie ist elektrifiziert und in den Vorortverkehr von Lissabon einbezogen.
Die Regionalzüge verkehren im angenäherten Stundentakt zwischen Lissabon Santa Apolónia und Tomar, zusätzlich besteht Güterverkehr für die Be- und Entladung von Zement in einer Fabrik bei Carrascal-Delongo. Erst kürzlich wurde die Strecke saniert und mit einigen elektronischen Kontrollsystemen versehen (Geschwindigkeitsüberwachung und elektronische Signalisation).